# قبعة غلين روس (فلم)
قبعة غلين روس (بالإنجليزية: Glengarry Glen Ross) هو فيلم درامي أمريكي، تم إنتاجه في عام 1992، من إخراج جايمس فولي، وهو مقتبس من مسرحية (قبعة غلين روس) الحائزة على جائزة بوليتزر عام 1984.

## الممثلون
- جاك ليمون
- آل باتشينو
- أليك بالدوين
- ألان آركين
- إد هاريس
- كيفين سبيسي
- جوناثان برايس
- بروس ألتمان
- جود سيكوليلا

## روابط خارجية
- مقالات تستعمل روابط فنية بلا صلة مع ويكي بيانات